# Forsthaus Stüdenbach
Das Forsthaus Stüdenbach ist ein denkmalgeschütztes Gebäude im Pfälzerwald.

## Lage
Das Bauwerk liegt südlich von Eppenbrunn im pfälzischen Teil des Wasgaus im als Wandergebiet bekannten Eppenbrunner Forst. In der Umgebung liegen verschiedene Weiher, so auf dem Weg von Eppenbrunn der Spießweiher, direkt beim Forsthaus der Sägweiher und im Stüdenbachtal aufwärts der Stüdenwoog.

## Architektur
Beim Forsthaus Stüdenbach handelt es sich um ein stattliches, teilweise massives Fachwerkhaus.

## Geschichte
1734 wird der Stüdenbacherhof erstmals genannt, als Jakob Kettenring an dem damals schon vorhandenen Sägeweiher (der in dieser Zeit Heydenwoog hieß) eine Säg- und Lohmühle erbaute. In der abgelegenen und armen Gegend erlebte das Gut einen häufigen Besitzwechsel, bis es der bayerische Staat 1855 aufkaufte. Er ließ ein 1775 erstelltes Anwesen zur Forstdienststelle umbauen und den Rest niederreißen. In dem verbliebenen Anwesen wurden eine Brennerei und eine Gastwirtschaft eingerichtet.